# Campeonato Europeu de Ginástica Artística de 1955
O primeiro Campeonato Europeu de Ginástica Artística teve suas competições realizadas em Frankfurt, Alemanha, em 1955. O evento só contou com as disputas masculinas.

## Eventos
- Individual geral masculino
- Solo masculino
- Barra fixa
- Barras paralelas
- Cavalo com alças
- Argolas
- Salto sobre a mesa masculino

## Medalhistas
| Evento             | Ouro                                                   | Prata                                                   | Bronze               |
| Masculino          |                                                        |                                                         |                      |
| Individual geral   | URS Boris Shakhlin                                     | URS Albert Azaryan                                      | FRG Helmut Bantz     |
| Solo               | TCH Vladimir Prorok                                    | SWE Jan Cronstedt                                       | FRG Adalbert Dickhut |
| Cavalo com alças   | URS Boris Shakhlin                                     | SWE Jan Cronstedt                                       | AUT Hans Sauter      |
| Argolas            | URS Albert Azaryan                                     | FRG Helmut Bantz TCH Vladimir Prorok URS Boris Shakhlin | nenhum               |
| Salto sobre a mesa | FRG Adalbert Dickhut                                   | FRG Helmut Bantz                                        | LUX Joseph Stoffel   |
| Barras paralelas   | URS Albert Azaryan FRG Helmut Bantz URS Boris Shakhlin | nenhum                                                  | nenhum               |
| Barra fixa         | URS Boris Shakhlin                                     | URS Albert Azaryan SWE Jan Cronstedt                    | nenhum               |

## Quadro de medalhas
| Ordem | País               | Medalha de ouro | Medalha de prata | Medalha de bronze |    |
| ----- | ------------------ | --------------- | ---------------- | ----------------- | -- |
| 1     | União Soviética    | 6               | 3                |                   | 9  |
| 2     | Alemanha Ocidental | 2               | 2                | 3                 | 7  |
| 3     | Checoslováquia     | 1               | 1                |                   | 2  |
| 4     | Suécia             |                 | 3                |                   | 3  |
| 5     | Áustria            |                 |                  | 1                 | 1  |
| 6     | Luxemburgo         |                 |                  | 1                 | 1  |
| TOTAL | TOTAL              | 9               | 9                | 5                 | 23 |